# Arkadiusz Kulaszewski

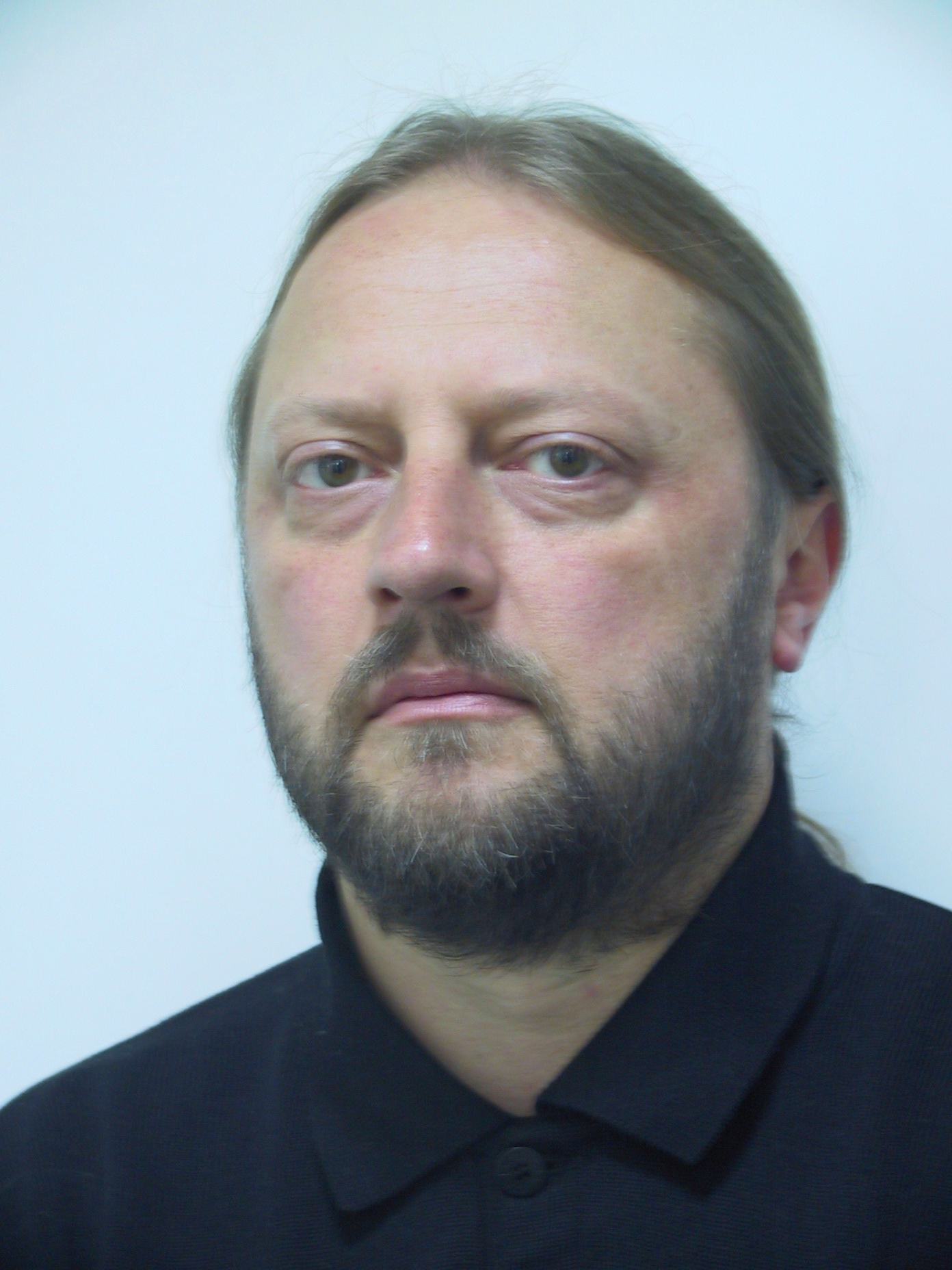
Arkadiusz Bernard Kulaszewski

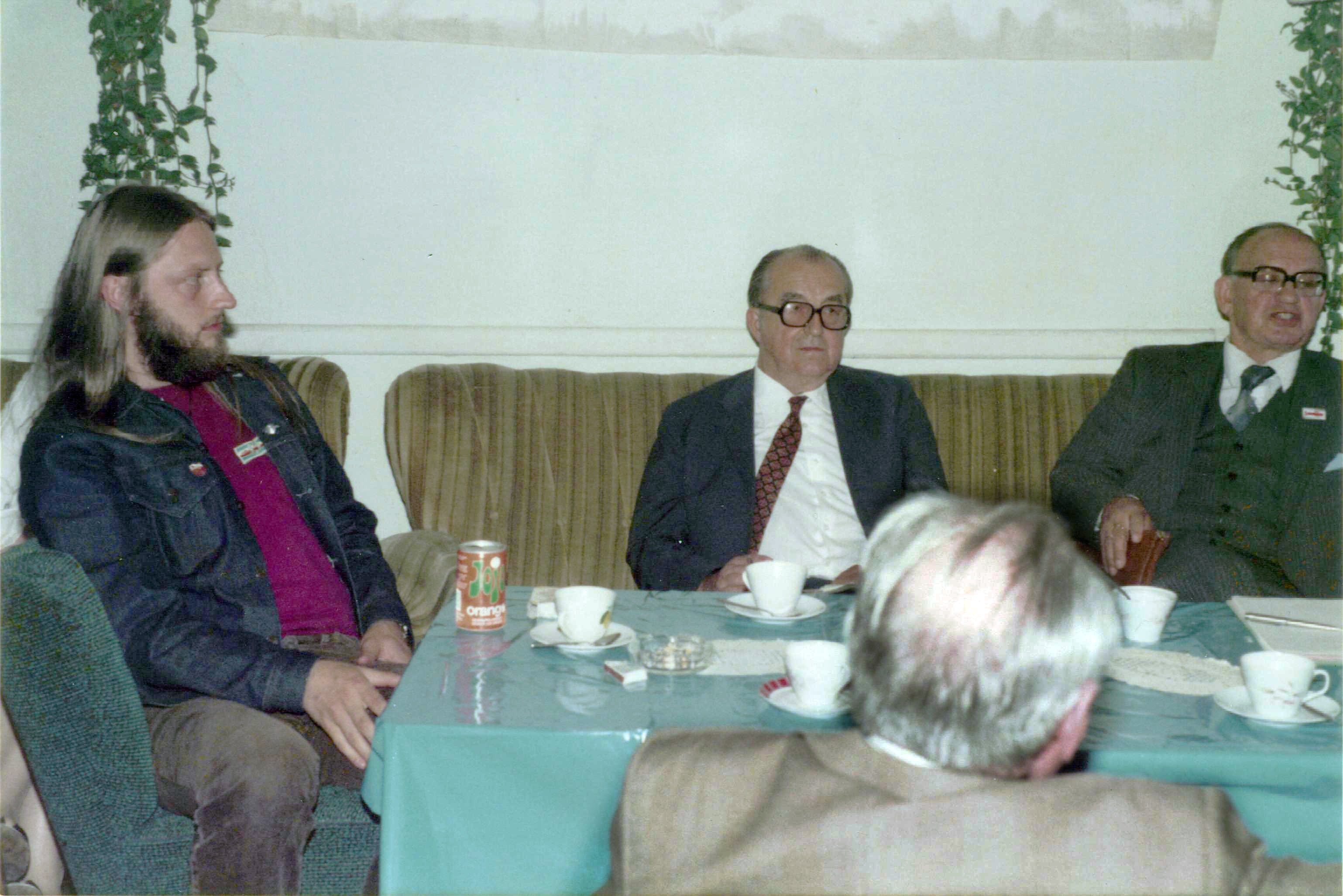
Z Prezydentem RP na Uchodźstwie Kazimierzem Sabbatem (po prawej) w Klubie Polskim w Hamburgu – w środku Tadeusz Lasko, Podsekretarz Stanu w MSZ Londyn

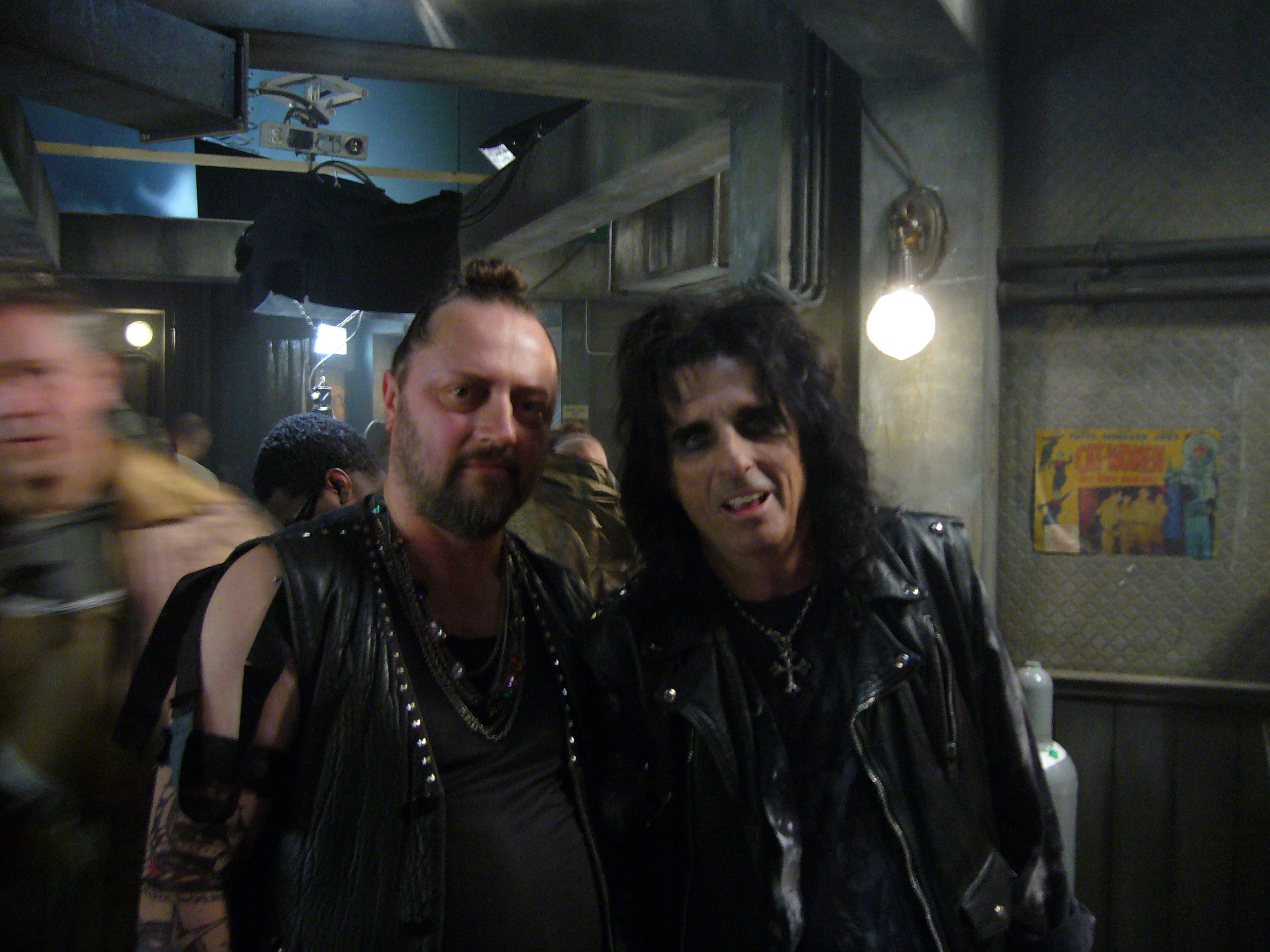
Z Alice Cooper w przerwie zdjęć do reklamy TV

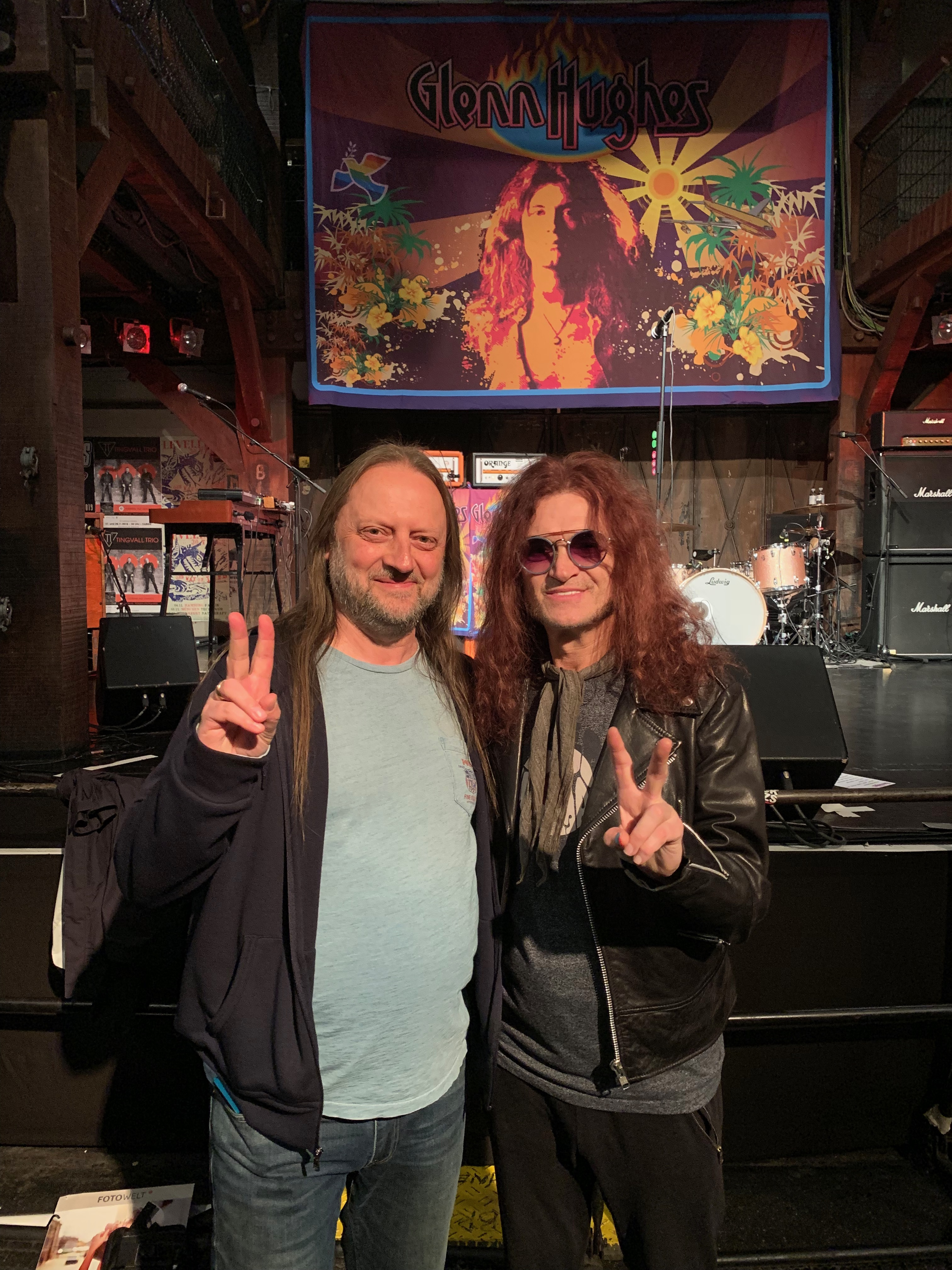
Z Glenn Hughes (m.in. Deep Purple) w czasie próby - soundcheck - przed koncertem w Hamburgu.

Arkadiusz B. Kulaszewski, M.Ph. (ur. 1957 w Pile) – tłumacz, dziennikarz, ekonomista, działacz polonijny.

## Życiorys
Studia ekonomiczne w Poznaniu, Hamburgu i Londynie (dyplom magisterski z wyróżnieniem).
Członek zarządu, a następnie prezes Klubu Polskiego w RFN T.Z. w Hamburgu, organizacji niepodległościowej, związanej z Rządem RP na uchodźstwie i SPK oraz Związkiem Polskich Uchodźców (ZPU). Od 1977 roku (ucieczka z Polski), a szczególnie od wprowadzenia w Polsce stanu wojennego, koordynator akcji protestacyjnych (demonstracje przed Konsulatem ZSRR, wspólne demonstracje i akcje z niemieckimi związkami zawodowymi DAG i DGB przed ich siedzibami i w centrum Hamburga) i pomocowych dla niezależnych związków zawodowych i ruchów niepodległościowych w Polsce („Solidarność” Stocznia Gdańska, „Solidarność” Szczecin, KOR, KPN, PPS). Organizator spotkań z wysłannikami z Polski (KOR, „Solidarność”, „Solidarność 80”, KPN, PPS) i przedstawicielami Rządu RP na Uchodźstwie oraz przerzutów do Kraju „bibuły” (we współpracy z Instytutem Literackim w Nowym Jorku), materiałów drukarskich itp. Współpracownik „Kolpingwerk” ks. Johannesa Gehrmanna, poprzez który wysłano kilkadziesiąt tysięcy paczek żywnościowych dla najbardziej potrzebujących w Polsce.
W trakcie rocznego pobytu w Londynie na początku lat 80. współpraca z tamtejszymi organizacjami na rzecz pomocy Polsce i przy organizacji akcji protestacyjnych („Polish Solidarity Campaign” – Wiktor Moszczyński, SPK, pomoc Andrzejowi i Krzysztofowi Jaraczewskim). Współpraca z Rządem Emigracyjnym (Kazimierz Sabbat, Edward Raczyński, Ryszard Kaczorowski) oraz z Archiwum Katyńskim i Stowarzyszeniem Byłych Więźniów Sowieckich Obozów Koncentracyjnych (prof. Zdzisław Stahl) oraz Biblioteką Polską w Polskim Ośrodku Społeczno-Kulturalnym (Zdzisław Jagodziński).
W roku 1982 trzymiesięczny pobyt w Kanadzie po otrzymaniu promesy na studia doktoranckie na University of Western Ontario w London. Rezygnacja z tych studiów z powodów osobistych.
Po powrocie do Hamburga zastępca kierownika północnoniemieckiego Biura Polsko-Amerykańskiego Komitetu Imigracyjnego i Pomocowego (PAIRC).
Za jego działalność nadano mu członkostwo honorowe w „Solidarności” i „Solidarności 80”.
Współuczestnik rozmów przygotowujących przekazanie Insygniów Prezydenckich z Londynu do Polski, odbywających się w Ramsau am Dachstein (Austria) z udziałem m.in. marsz. Andrzeja Stelmachowskiego. Delegat z Niemiec na pierwszych dwóch Zjazdach Polonii Świata i Światowym Zjeździe Kombatantów w Polsce.
Od 1993 roku Prezes Komitetu Koordynacyjnego Stowarzyszeń Polskich w Hamburgu, który wchodzi w skład Zrzeszenia Federalnego Polska Rada w Niemczech T.Z., gdzie pełni funkcję sekretarza. Jest również sekretarzem Zrzeszenia Federalnego Polskie Forum w Niemczech T.Z. (honorowi Prezesi Tadeusz Nowakowski i Alina Perth-Grabowska) oraz prezesem Związku Dziennikarzy Polskich w Niemczech T.Z.
Z ramienia Zrzeszenia Federalnego Polskie Forum w Niemczech T.Z., główny organizator i producent koncertów znanych polskich i polonijnych muzyków w prestiżowych salach koncertowych Hamburga (Filharmonia Laeiszhalle, Kampnagel, Große Freiheit), m.in. „Adzik” Sendecki, NDR Bigband, Jurek Lamorski, Piotr Paleczny, Konstanty Andrzej Kulka, Orkiestra Kameralna Academia ze Szczecina (pod dyr. prof. Bohdana Boguszewskiego), Wojciech Gąssowski, VOX, Urszula Kasprzak, Piotr Nalepa. Inicjator i negocjator wprowadzenia TVP Polonia do sieci kablowej Hamburga. Korespondent „Dziennika Polskiego” – Londyn oraz Programu 5 Polskiego Radia. Absolwent „Warsztatów Radiowych PR dla dziennikarzy Polonijnych” w roku 1991 w Warszawie. Regularny uczestnik corocznego Forum Mediów Polonijnych w Tarnowie.
Za zasługi w pracy Polonijnej w 1996 roku odznaczony przez Prezydenta RP Krzyżem Kawalerskim Orderu Zasługi Rzeczypospolitej Polskiej.